# Бестужев, Михаил Александрович
не путать с другим декабристом Михаилом Бестужевым-Рюминым
Михаи́л Алекса́ндрович Бесту́жев (22 сентября [4 октября] 1800, Санкт-Петербург — 21 июня [3 июля] 1871, Москва) — штабс-капитан лейб-гвардии Московского полка, декабрист, писатель.

## Биография

### Семья
Родился 22 сентября (4 октября) 1800 года. Отец — Александр Федосеевич Бестужев (1761—1810), артиллерийский офицер, с 1800 года — правитель канцелярии Академии художеств, писатель. Мать — Прасковья Михайловна (1775 — 27.10.1846).
Братья:
- Бестужев, Александр Александрович
- Бестужев, Николай Александрович
- Бестужев, Пётр Александрович
- Бестужев, Павел Александрович

### Военная карьера
В 1812 году поступил в Морской кадетский корпус. 10 июня 1814 года произведён в гардемарины. С 1 марта 1817 года — мичман, с 22 марта 1822 года — лейтенант. 22 марта 1825 года переведён в лейб-гвардии Московский полк в звании поручика. С 3 мая 1825 года — штабс-капитан. С 1817 по 1819 служил в Кронштадте. С 1819 по 1821 год — в Архангельске.

### Декабрист
В 1824 году принят К. П. Торсоном в Северное общество. Вывел на Сенатскую площадь 3-ю роту Московского полка.
Арестован 14 декабря 1825 года на Сенатской площади. 18 декабря 1825 года заключён в Петропавловскую крепость.

#### Стенная азбука
В числе других особо важных задержанных содержался в Алексеевском равелине, в инструкции для смотрителя которого были чёткие указания: «иметь строгое бдение за содержащимися, дабы они не могли иметь никакого, ни друг с другом, ни с кем посторонним, ни словесного, ни письменного сношения. О каждом же вновь заключённом арестанте получите всякий раз от С.-Петербургского военного губернатора особенное словесное приказание, как с ним поступать».
Заключение в одиночной камере и желание узнать что-либо о находившемся за стеной брате Николае подтолкнули М. А. Бестужева к поиску способа сообщения с ним. Попытки выстукивать буквы их порядковым номером в алфавите не оказались успешными, и он составил свою азбуку по новому принципу

 …Так как брат мой был моряк и потому должен быть знаком со звоном часов на корабле, где часы или склянки бьют двойным, кратковременным звоном, то я распределил мою азбуку так:
|              | ΛΛ_ | ΛΛ_Λ | ΛΛ_ΛΛ_ | ΛΛ_ΛΛ_Λ_ | ΛΛ_ΛΛ_ΛΛ_ |      | Λ_ | Λ_Λ_ | Λ_Λ_Λ_ | Λ_Λ_Λ_Λ_ |
|              | Б   | В    | Г      | Д        | Ж         |      | А  | Е    | И      | О        |
| ΛΛΛ_         | З   | К    | Л      | М        | Н         | ΛΛ__ | У  | Ы    | Ю      | Я        |
| ΛΛΛ_ΛΛΛ_     | П   | Р    | С      | Т        | Ф         |      |    |      |        |          |
| ΛΛΛ_ΛΛΛ_ΛΛΛ_ | Х   | Ц    | Ч      | Ш        | Щ         |      |    |      |        |          |
… в ней согласные буквы были явственно разделены от гласных особенным стуком… Эта особенность сообщения давала возможность в разговоре, ежели вы и не дослышали две, даже три согласные буквы, то ясный стук одной или двух гласных букв давал вам возможность восстановить целое слово, не требуя повторения… Практичность этой системы мы вполне изведали в шлиссельбургских могилах. 

##### Комментарий
1. ↑  Обозначения в таблице: Λ_ — одиночный стук с короткой паузой, ΛΛ_ двойной стук, ΛΛΛ_ — тройной стук, ΛΛ__ — двойной стук с длинной паузой

В дальнейшем эта тюремная азбука широко распространилась по застенкам России, была усовершенствована и применялась несколькими поколениями политзаключённых. Вера Фигнер, которой смертную казнь заменили каторгой, долгие годы провела в одиночной тюремной камере и впоследствии написала:

 … я поступила в Шлиссельбург, не умея стучать и не зная тюремной азбуки, изобретённой декабристом Бестужевым и с тех пор видоизменённой. Только в начале декабря, после долгих бесплодных попыток, мне удалось, наконец, распределить алфавит в 6 строк, по 5 букв в каждой, и я разобрала слова: «Я — Морозов. Кто вы?», слова которые по крайней мере в течение целого месяца выстукивал мой старый друг Морозов из камеры, находившейся по соседству внизу… 

### Каторга
Был осуждён по II разряду и 10 июля 1826 года приговорён в каторжную работу навечно; 7 августа 1826 года вместе с братом Николаем был доставлен в Шлиссельбург. 22 августа 1826 года срок каторги сократили до 20 лет. 28 сентября 1827 года партия, куда вошли и братья Бестужевы, была отправлена в Сибирь и 13 декабря того же года прибыла в Читинский острог. В сентябре 1830 года декабристы были переведены в Петровский Завод.
8 ноября 1832 года срок каторги был сокращён до 15 лет, а 14 декабря 1835 года — до 13 лет.
В «каторжной академии» в Петровском Заводе Бестужев и другие декабристы изучали испанский язык под руководством Д. И. Завалишина, польский и латынь преподавал М. И. Рукевич, итальянский язык — А. В. Поджио, английский — З. Г. Чернышёв.
Также Бестужев изучал золотое, часовое, переплётное, токарное, башмачное, картонажное и шапочное дело, сочинил популярную среди ссыльных песню «Уж как туман» (1835 год), посвящённую 10-й годовщине восстания Черниговского полка.

### Ссылка
10 июля 1839 года братья Михаил и Николай Бестужевы были обращены на поселение в город Селенгинск Иркутской губернии, куда прибыли 1 сентября 1839 года.
До этого, 21 мая 1837 года, в Селенгинск на поселение прибыл К. П. Торсон, а 14 марта 1838 года сюда переехали его мать и сестра. В феврале 1844 года мать братьев Бестужевых продала имение и ходатайствовала о разрешении ей вместе с дочерьми Еленой, Марией и Ольгой переселиться в Селенгинск. После смерти Прасковьи Михайловны (27 октября 1846 года) сёстрам Бестужевым разрешили поселиться здесь со всеми ограничениями, предписанными для жён государственных преступников.
В селенгинской ссылке Михаил Бестужев женился на сестре казачьего есаула Селиванова — Марии Николаевне (ум. 1867). Имели 4 детей: Елену (1854—1867), Николая (1856—1863), Марию (1860—1873), Александра (1863—1876). Построил дом, занимался сельским хозяйством, акклиматизацией растений. Печатался в первой забайкальской газете «Кяхтинский листок». Сконструировал и производил в своей мастерской конный экипаж, который в Забайкалье называли «сидейка».
В Селенгинске братья Михаил и Николай Бестужевы близко сошлись с главой буддистов Хамбо-ламой Дампилом Гомбоевым. Михаил написал трактат о буддизме, основанный на «Буддийской космологии». Сочинение было передано на хранение кяхтинскому купцу А. М. Лушникову, поместившему его в сундук с завещанием вскрыть в 1951 году. Однако сундук потерялся.
Из-под пера Михаила Бестужева вышли нескольких повестей и воспоминаний по истории движения декабристов.

### После ссылки
После амнистии, последовавшей 26 августа 1856 года, Михаил Бестужев остался в Селенгинске.
В 1857 году участвуя в третьем сплаве по Амуру до Николаевска, руководил флотилией из 40 барж и плотов.
22 апреля 1862 года Бестужеву было разрешено постоянно проживать в Москве.
21 ноября 1863 года Михаил Александрович похоронил на Посадском кладбище на берегу Селенги рядом с могилами К. П. Торсона и Н. А. Бестужева своего сына Николая. 7 декабря 1866 года здесь же упокоилась и его жена Мария Николаевна.
Бестужев выехал из Селенгинска в июне 1867 года. Жил в Москве в доме № 17 по 7-му Ростовскому переулку.
Умер от холеры в Москве 21 июня (3 июля) 1871 года. Похоронен на Ваганьковском кладбище (13 уч.).

## Образ в кино
- «Нет чужой земли» — актёр Александр Булдаков
- «Союз спасения» — актёр Кирилл Зайцев